# Platygyrium fuscoluteum
Platygyrium fuscoluteum är en bladmossart som beskrevs av Jules Cardot 1910. Platygyrium fuscoluteum ingår i släktet Platygyrium och familjen Hypnaceae. Inga underarter finns listade i Catalogue of Life.